# Mont Agel
De Mont Agel (Provencaals: Berg waar het vriest) is een berg op de grens van Frankrijk en het vorstendom Monaco. De Mont Agel heeft een hoogte van 1148 meter, waarbij de top is gelegen op Frans grondgebied. Op het grondgebied van Monaco ligt een uitloper van de berg waar op een pad het hoogste punt van Monaco gelegen is: Chemin des Révoires (161 meter). De top van de berg is in gebruik als luchtbasis van de stad Nice en er zijn restanten te vinden van de Maginotlinie. 
Op 18 juni 2011 was de berg in het nieuws toen een klein vliegtuig crashte op de flank van de berg. Twee Britse inzittenden kwamen hierbij om het leven. Het vliegtuig was bezig met een private vlucht van Italië naar de Franse stad Troyes toen de crash plaatsvond. De crash is zeer waarschijnlijk ontstaan door mist. 
Op de Mont Agel bij het dorp La Turbie en de grens met Monaco is de Monte Carlo Golf Club te vinden, vroeger bekend van het golftoernooi Monte Carlo Open. De golfbaan is aangelegd in Frankrijk, omdat er in het zeer dichtbevolkte Monaco geen ruimte voor was. In 2011 bestond de Monte Carlo Golf Club 100 jaar. 
De zomerresidentie Roc Agel van prins Reinier III van Monaco is gelegen op de flank van de berg. Zijn echtgenote, prinses Grace van Monaco, liet in 1982 het leven als het gevolg van een autoongeval op de wegen van Mont Agel.